# Václav Mánes
Václav Mánes (vers 1793 - 31 janvier 1858) est un peintre tchèque. Il est le frère d'Antonín Mánes et l'oncle de Quido et Josef Mánes et Amalie Mánesová, tous également peintres. On sait peu de lui; même la date de sa naissance est incertaine. Il ne s'est jamais marié; vivant et travaillant dans la maison d'Antonín pendant toute la durée de sa carrière.

## Biographie

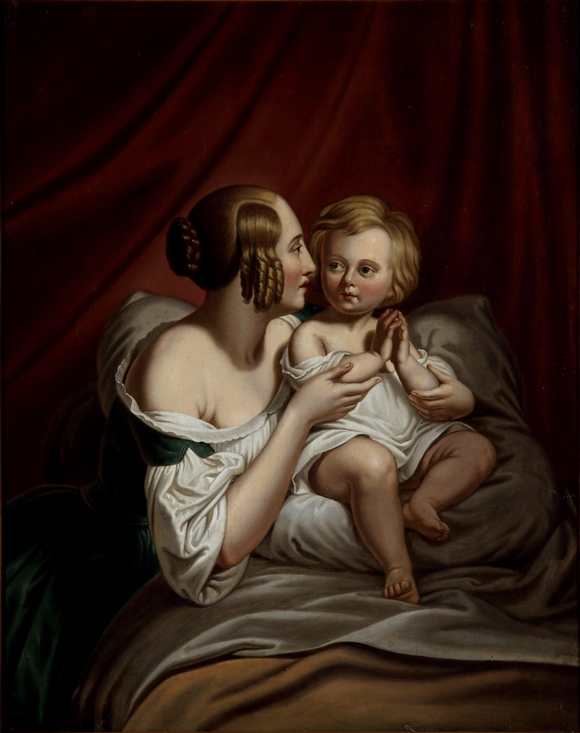
Dame à l'enfant

Il étudie d'abord dans une école piariste puis à l'Académie des beaux-arts de Prague, où il étudie avec Josef Bergler. En 1829, il reçoit la bourse Klárovo et passe les trois années suivantes à vivre et à travailler à Rome, où ses principaux compagnons sont des membres des Nazaréens.
Stylistiquement, son travail oscille quelque part entre le néoclassicisme et le romantisme. Il est directeur par intérim de l'Académie de Prague de 1835 à 1836 et de nouveau en 1840. Il est reconnu pour ses représentations de scènes de la Bible et peint également des portraits. Après 1835, il est également membre de " Krasoumná jednota (cs) " (Beautiful Unity), une société de promotion des beaux-arts. Il est mort à Prague.
Ses œuvres peuvent être vues à la Galerie nationale de Prague, au Musée de la ville de Prague et au Musée national.